# Under the Pipal Tree
Under the Pipal Tree är det japanska rockbandet Monos debutalbum från 2001.

## Låtlista
Alla låtar är skrivna av Mono.
1. Karelia (Opus 2) – 12:30
2. The Kidnapper Bell – 10:00
3. Jackie Says – 7:31
4. Op Beach – 5:48
5. Holy – 1:40
6. Error #9 – 12:30
7. L'America – 4:37
8. Human Highway – 9:05

## Medverkande
- Takaakira Goto – sologitarr
- Yoda – kompgitarr
- Tamaki Kunishi – elbas
- Yasunori Takada – trummor